# پارک ملی کاراتیپی اسلانتاز
پارک ملی کاراتیپی اسلانتاز (به ترکی استانبولی: Karatepe-Aslantaş National Park) یک پارک ملی در ترکیه است که در استان عثمانیه واقع شده‌است.